# Kako so pulili repo
Pravljica o repi je ruska pravljica, ki ima veliko različic. Ena izmed teh različic je pravljica Kako so pulili repo, ki je izšla v knjigi Babica pripoveduje. Knjigo je uredila Kristina Brenkova, ilustrirala pa Ančka Gošnik - Godec.

## Vsebina
Na grajskem posestvu so na njivi posejali repo. Iz vseh zrn je zrasla samo ena velika repa, ki jo je morala dekla okopavati in pleti. Ko je repa zrasla, je grajska gospa ukazala dekli, naj jo gre izpulit. Ker dekli ni uspelo, je gospa poslala za njo še hlapca, potem kuharico, nato služabnika. Tja je poslala še graščaka, ko pa se ta ni vrnil, je odšla še sama pomagat pulit repo. Vsem šestim je uspelo izpuliti veliko repo, ki so jo stežka odpeljali domov in spravili v grad. Z repo so hranili prašiča in ga potem zaklali, slanino pa so dali sušit na podstrešje. Ker je bila slanina težka, se je utrgala in predrla vsa nadstropja v gradu. Nato so slanino scvrli v mast in jo dali v orehovo lupino, vendar jo je kmalu našla miš in jo pojedla. Tako je bil ves trud za velikansko repo zaman.

## Analiza dela
- književni prostor - grajsko posestvo, njiva
- književni čas - neznan
- pripovedovalec - tretjeosebni
- književne osebe - grajska gospa, dekla, hlapec, kuharica, služabnik, grajski pisar
- motiv za dogajanje - izvršba ukaza grajske gospe (pobiranje pridelkov)

Na Slovenskem se pravljica o repi najpogosteje pojavlja z dedkom, babico, vnukom/injo in živalmi na kmetiji. Vendar je njihov namen le izpuliti repo in pomagati drug drugemu, medtem ko v pravljici Kako so pulili repo književne osebe pulijo repo po ukazu kraljeve gospe.
Pravljica ima značilnosti ljudskega slovstva, saj so kraj, čas in avtor v pravljici neznani, knjižne osebe niso poimenovane (grajska gospa, hlapec, dekla, kuharica), pravljica se je prenašala preko ustnega izročila.

## Interpretacija likov
- grajska gospa - ukazovalna ("… ukaže gospa hlapcu …") in nestrpna (ne delo pošilja nove ljudi, da bi čim prej opravili z delom)
- graščak
- dekla - prva odide izpulit repo, vsak dan je repo okopavala in plela
- grajski pisar - je sejal repo
- hlapec - pomagal puliti repo dekli
- kuharica - pomagala puliti repo hlapcu
- služabnik - pomagal puliti repo kuharici

Dekla, grajski pisar, hlapec, kuharica, služabnik in graščak so pasivne stranske osebe, ki so podrejene grajski gospe.

## Motivno-tematske povezave
Vse pravljice imajo enako zgodbo, razlikujejo se le po številu književnih oseb, ki pulijo repo.
- Repa velikanka (Aleksej Tolstoj) - dedek, babica, šest rumenih kanarčkov, pet belih gosk, štiri grahaste putke, tri črne muce, dva prašička, krava rjavka
- Dedek in repa, narodna  - dedek, babica, vnučka, kužek, mačka, miška
- Repica, (Julian Tuwim)  - dedek, babica, vnuček, Buček-kuža, mucka, putka, goska, štrk, žaba, kavka
- Ringaraja (O veliki repi)  (Ela Peroci in Marinka Svetina)  - dedek, babica, vnučka, psiček, muca, miška
- Pravljice za leto in dan (Repa) (Niko Grafenauer) - dedek, babica, vnučka, kužek, mucka, miška
- Ilustracija Debela repa (Peter Škerl)

## Povezave
- Repa velikanka - fotostrip